# Kinas geografi
Kina har mange forskellige landskaber, med bjerge og bjergplateauer som dominerer i vest, og lavland i øst. De vigtigste floder flyder fra vest til øst (Chang Jiang (Yangtze), Huang He, Amur) og nogle gange mod syd (Perlefloden, Mekong, Brahmaputra).
Kina er ganske overvejende et bjergland. Sletter findes ved kysten og ved floderne, men når kun mod nord større udstrækning. Bjerglandet er af meget gammel oprindelse, idet der ikke forekommer marine dannelser, der er yngre end kultiden.
I den geologiske bygning såvel som i terrænets former viser der sig en betydelig forskel mellem Nordkina og Sydkina. Disse to hoveddele af landet adskilles ved den østlige fortsættelse af Kwenlyn, der som et system af parallelle bjergkæder under flere navne gennemskærer Kina fra vest til øst. Længst mod vest danner Nanshan grænsen mellem provinserne Kansu og Tibet og når højder på 6.000 m.o.h. Øst for Hoangho fortsættes Kwenlyn-systemets kæder af Tshinlingshan, Funiushan og Hwai-bjergene. I disse kæder er Tapaishan (3.350 m) i Tshinlingshan det højeste punkt, Passene ligger her i en højde af 1.400—2.000 m.o.h., de øvrige kæder er lavere (1.200—2.000 m med ganske lave pashøjder). Nord for disse bjergkæder ligger Nordkinas højland, der imidlertid ved det store kinesiske lavland deles i to dele, af hvilke den østlige opfylder den største del af provinsen Shantung. Længst mod øst i denne provins danner Lai-bjergene halvøen mellem det Gule Hav og Petshili-bugten; de når i Kwaniushan en højde af 880 m og begrænses mod vest af en sænkning, der går fra Kiaotshou-bugten til Petshili-bugten, der her er forbundne ved floden Kiaoho og en kanal. Vest for denne sænkning ligger flere bjergmasser: Ishan, Taishan (1.540 m), Kiunyshan. Shantung-bjergene er mod øst hovedsagelig af arkaisk oprindelse, mod vest er de foldede arkaiske lag, der består af gnejs og krystallinske skifre med diabaser, kvartsporfyr og Korea-granit, overlejrede af kambriske og siluriske kalksten og sandsten samt af kulformationen, der indeholder rige kullejer. Bjerglandet består af plateauer og karstdannelser, stærkt gennemspaltede af forkastninger. Om fortidens vulkanske virksomhed vidner kupler af trakyt, dolerit og basalt.
Nord, vest og syd for Shantung strækker sig som en bred bue det kinesiske lavland, der indtager et areal af 445.000 km2. Jordbunden består ved randen af bjergene, særlig neden for Hwai-bjergenes nordskråning, over store strækninger af løss. Den største del af sletten er dog dannet af flodaflejringer, der kun få steder dækkes af sort muld. Hvor det af floderne aflejrede materiale stammer fra løss-egne, således i Hoanghos og Hwaihos delta, har jorden en gul farve, hvilken der imod ikke findes i Jangtsekiangs delta.
Vest for lavlandet følger atter et højland, der omfatter den nordlige del af provinsen Petshili samt provinserne Shansi, Shensi og Kansu. Undergrunden for dette bjergland består af arkaiske dannelser, hvis foldede lag sædvanlig stryger i retningen sydvest til nordøst. I tidsrummet fra kambrium til devon, hvorfra sedimenter mangler, har denne egn været hævet over havfladen og været udsat for nedbrydende kræfter. Under kulperioden har en transgression fundet sted, under hvilken karbon-lag, indeholdende meget rige kullejer, er afsatte diskordant på de arkaiske. Der er grund til at antage, at de kulførende lag også danner undergrunden under en stor del af slettens alluvium og står i forbindelse med kullagene i Shantung. Senere har landet ikke været genstand for foldning, karbon-lagene har endnu omtrentlig bevaret deres vandrette stilling, hvilket i høj grad letter deres udnyttelse. Der imod har bøjninger og længdebrud, følgende de gamle arkaiske foldekæders retning, i høj grad bidraget til at give landet dets endelige skikkelse. Langs disse brudlinier er landet sunket terrasseformigt ned mod den store lavslette, så at de nordkinesiske bjerge er at betragte som brudranden af det mongolske plateau. Endelig har mægtige løss-dannelser, hidførte af de fra Mongoliets ørkener kommende støvstorme, udglattet terrænets former, udfyldt lavningerne og dækket bjergskråningerne med deres gule lermasser. Vest for Peking optræder bjerglandet som et system af parallelle kæder, forbundne ved tværvolde, men som ægte plateaudannelser findes i disse kæder ingen bestemt kamlinie, da brede og flade toppe er fremherskende. Blandt disse kæder kan fremhæves Wutaishan (3.400 m), Nankoushan, Mantoushan (2.700 m).
Længst mod nord ved Mongoliets grænse vidner udstrakte lavadækker om fortidens vulkanske virksomhed. Mellem kæderne strækker sig brede dale, udfyldte med sedimenter fra saltsøer eller dækkede med løss. Floderne, der gennemløber disse dale, gennembryder sædvanlig kæderne i dybe, snævre kløfter, ad hvilke handelsvejene fører fra kysten til det indre. Også i provinserne Shansi, Shensi og Kansu har bjerglandet en lignende karakter. Brudranden mod den store slette viser sig for den øst fra kommende rejsende som et langt, murformigt højdedrag, der bærer navnet Taihangshan eller Sishan (Vestbjergene). Har man overskredet plateauranden, viser det indre sig som et virvar af terrasser og taffelbjerge uden udprægede bjergkamme. Lavningerne og bjergskråningerne er dækkede med dyb løss, der navnlig i Kansu har en uhyre udbredelse og i høj grad bidrager til at udjævne terrænformerne. Flodernes erosion har imidlertid i løss-egnene skabt de mest bemærkelsesværdige landskabsformer, idet den har gravet dybe dale med lodrette vægge, der danner rene labyrinter af kløfter og hulveje. Står man på et højt sted, ser man ud over de grønne terrasser, mens man nedefra kun ser mod de gule, lodrette løss-vægge, der er udskårne i de mest fantastiske former med fritstående piller, bastionagtige fremragninger og snævre sidekløfter.
Sydkina afviger i sin bygning fra Nordkina derved, at de arkaiske dannelser overlejres af sibiriske og devonske lag, der har deltaget i hines foldning. Over devonet ligger kulkalk og røde, til trias-formationen hørende sandsten. Der efter følger jura, der ofte indeholder produktive kullejer. Alle dannelser efter kulkalken er afsatte i fersk vand. Sydkina er opfyldt af en stor mængde parallelle bjergkæder, der mere eller mindre har retningen sydvest til nordøst og kun sjældent når højder af mere end 2.000 m. Flere steder afbrydes dog bjerglandet af større og mindre sænkningsområder, der ved flodernes aflejringer er gjorte til nogle af landets frugtbareste egne. De mest kendte af disse er det røde bækken i Szetshwan, der ligger i en højde af 400—500 m.o.h. og er overordentlig tæt befolket, fremdeles Hukwang-sletten i Hupe (ca. 50 m.o.h.), Sikiang-dalen i Kwangtung og andre. Længst mod sydvest får landskabet en hel anden karakter, idet provinsen Szetshwan strækker sin politiske grænse ind over en del af det tibetanske højland, hvis mægtige, sneklædte bjergkæder her den ene efter den anden følger parallelt i retningen nord til syd og fortsætter sig ned gennem den vestlige del af provinsen Yunnan og videre ned i Bagindien. I disse egne findes Kinas største bjerghøjder, således i Szetshwan Dsara (7.800 m) og Gambu (7.700 m), og passene ligger ofte mere end 4.000 m.o.h.
Kysten har en længde af ca. 5.600 km. Den sydlige del af den indtil 30° n. br. er stejl: klippefulde, nøgne højder falder brat ned imod havet og omgiver de utallige bugte og fjorde, der dog i reglen er tilsandede og af ringe værdi som havne. Kun Hangtschou-, Wentshou-, Futshou-, Swatou-, Amoy- og Kanton-bugten danner undtagelser. Denne del af kysten er meget rig på klippeøer. Nord for Jang-tse-kiang-mundingen bliver kysten flad og er præget af sandrevler og grunde. Ved 35° n. br. bliver kysten atter klippefuld og har i provinsen Shantung flere gode havne så som Kiautshou, Wei-hai-wei og Tshifu. Petshili-bugtens kyster er atter flade og fulde af grunde og sandbanker.
Floderne er i Nordkina kun lidet sejlbare. Til Petshili-bugten løber Lwan-ho, Pai-ho, Ho-ang-ho og Hwai-ho. I deres øvre løb er de fulde af strømhvirvler, mens deres udløb spærres af sandbanker eller i det mindste kun vanskelig besejles. I selve lavlandet er floderne der imod af vigtighed såvel for vandingen af markerne som for den lokale færdsel. I forening med det overordentlig forgrenede kanalnet, der nødvendiggøres af risdyrkningen, erstatter de landeveje, af hvilke der tidligere kun fandtes meget få. Den største af alle disse kanaler er Kejserkanalen (Jynho), der går fra Tientsin til Tshing-kiang ved Jang-tse-kiang og sætter lavlandets kanal- og flodnet i forbindelse med denne flods sejlbare munding. Syd herfor fortsættes den til Hangtshou. Kanalens længde er 1.100 km, bredden varierer mellem 80 og 330 m. Også Jang-tse-kiangs bifloder er i stor udstrækning sejlbare. Svarende til bjergkædernes parallellitet har lange strækninger af deres løb længdedalenes retning fra sydvest til nordøst, men efter på en kortere eller længere strækning at have fulgt en længdedal genembryder de bjergkæderne uden derved at lide noget skår i sejlbarheden. Der opstår derved den mærkelighed, at vandskellene er ganske uden sammenhæng med bjergkædernes retning. Også de mindre kystfloder (Tsientang, Ngau-kiang, Min-kiang og Han-kiang) er sejlbare på kortere eller længere strækninger. Deres brede og dybe mundinger betegner stederne for kystens vigtigste handelsstæder. I Kanton-bugten udmunder de 3 store floder Tung-kiang, Pe-kiang og Si-kiang, af hvilke den sidste ved sin biflod Kwei-kiang og en sejlbar kanal er sat i forbindelse med Hsiang-kiang, en biflod til Jangt-tse-kiang. Fra det østlige Jynnan danner Hoti-kiang (Songka) en sejlbar forbindelse med Tonkin, mens floderne Lantsan-kiang (Mekong) og Lu-kiang (Saluen), der på deres vej fra Tibet til Bagindien gennemstrømmer bjerglandet i VestYunnan, er fulde af strømhvirvler og derfor usejlbare.
På indsøer er visse lavlandsstrækninger temmelig rige, særlig provinsen Kiangsu med Hungtsehu, Kaojuhu, Tatsunhu, Taihuog og flere mindre. I Kiangsi ligger Pojanghu, i Hunan Tungtinghu, Kinas største sø, og endelig er Hukwang-sletten meget rig på mindre søer. Bjerglandet er meget fattigt på søer undtagen provinsen Yunnan (Ørrhai, Tienhai, Fuhienhu).

## Klima
Klimaet i Kina må naturligvis være meget uens på grund af landets store udstrækning. Mens de sydlige provinser ligger syd for vendekredsen og har et tropisk klima, strækker de nordlige provinser sig langt op i det koldt tempererede bælte. Fælles for hele landet er dog det regelmæssige monsunskifte. Det høje lufttryk, der om vinteren danner sig over Mongoliet og Østsibirien, frembringer på denne årstid tørre og kolde nordvestlige vinde, der medfører en i forhold til breddegraden meget lav vintertemperatur: (januar-temperaturen for Peking ÷ 4,6 °C, Shanghai 2,1 °C, Hankou 3,3 °C, Hongkong 15,3 °C). Mens lavlandet og det sydlige Kina ved bjergene er noget beskyttede mod vintermonsunen, er den i det indre af Nordkina meget heftig og frembringer meget streng kulde (Sirvantse vest for Peking: januar ÷ 16,7 °C). Længst mod syd antager den lige som i Indien retningen fra nordøst til sydvest. Skønt middeltemperaturen for vinteren syd for 25° n. br. ligger over frysepunktet, er frost dog almindelig i den største del af landet. De gennemsnitlige minima er for Peking ÷ 15,2 °C, for Shanghai ÷ 8,6 °C, for Hankou ÷ 5,4 °C; kun de sydlige provinserss kyst er frostfri.
Sne falder regelmæssig lige til Jang-tse-kiang, og ingen provinser er ganske sikre mod snefald. Ganske anderledes stiller alle forhold sig om sommeren. Over fastlandet falder lufttrykket stærkt. I april eller maj begynder vinden at skifte retning, og indtil september eller oktober hersker sommermonsunen, der mod nord er sydøstlig, mod syd sydlig eller sydvestlig. Om sommeren er der kun ringe aftagen af temperaturen mod nord, varmegraden afhænger meget mere af afstanden fra kysten (temperaturer for juli: Hongkong 28,7 °C, Shanghai 27,3 °C, Peking 26,2 °C, Hankou 28,9 °C; middelmaksima for Hongkong 33,1 °C, Shanghai 36,5 °C, Peking 36,6 °C, Hankou 34,7 °C). Mens altså Sydkina endnu har noget af tropernes regelmæssige temperaturforhold med små svingninger, har Nordkina et udpræget fastlandsklima, hvis temperaturmaksima endog overgår de sydlige stationers.
Regnen falder væsentlig i sommerhalvåret, og regnmængden aftager fra syd til nord: Hongkong 229,1 cm, Shanghai 116,9 cm, Peking 64,2 cm. Vinterhalvåret med sine vedholdende landvinde må naturligvis være meget tør. Særlig i Nordkina er regnen strengt periodisk og vinteren meget fattig på nedbør. Regntiden varer fra juni til september med maksimum i juni. Ved Jang-tse-kiang er vinteren langt fra i den grad uden nedbør, og regntiden begynder allerede i marts eller april, men den største regnmængde falder ligeledes i juni. Ved kysten synes at være to maksima for regnen i juni og august, men de enkelte år kan variere stærkt. I det hele synes det indre at have mest regn om foråret, kysten om eftersommeren.

## Plantevækst
Plantevæksten i Kina er meget varieret beroende på uligheder i klima og jordbundsforhold.
Ser man på de kinesiske planters systematiske stilling, kan der sondres mellem to floraer, der mødes og blander sig med hinanden, nemlig den tropiske, der er overvejende på kysten og i dalene i det indre indtil ca. 25° n. br., og den såkaldte arktotertiære, der omfatter både stedsegrønne og løvfældende træer og buske og viser nært slægtskab med plantevæksten i det tempererede Europa og Amerika, et slægtskab, der endog strækker sig til fællesskab i arter, men almindeligere er det dog, at samme slægter i de forskellige verdensdele repræsenteres ved forskellige arter. Blandet med denne flora findes imidlertid overalt i Kina, ja endog så langt mod nordøst som i Manchuriet arter, hvis slægtninge man forgæves vilde lede efter i de andre verdensdeles tempererede egne, men som må søges i troperne. Denne bemærkelsesværdige vide udbredelse af tropiske familier og slægter mod nord må tilskrives Østasiens enestående geografiske beliggenhed: mens den tropiske og den tempererede zone alle andre steder på jorden er adskilte ved hav eller ørkener, der forhindrer udveksling af arter, saa findes her den jævneste overgang, og begunstigede af den hede og fugtige sommer har hårdføre arter kunnet vandre mod nord og tilpasse sig den kolde vinter.
Ser man på den geografiske fordeling af vegetationsformationerne, kan man sondre mellem flere regioner:
1. Den nordkinesiske region begrænses mod syd af Tsinglingshan; længere mod øst i lavlandet er grænsen mindre skarp. På grund af den kolde vinter er træerne løvfældende. Slettelandet har en parkagtig karakter. De grønne markers ensformighed afbrydes bestandig af gran- og enebærplantninger, tætte krat af bambus, plantninger af frugt- og prydtræer. Blandt træerne kan fremhæves Ailanthus glandulosa, Gingko biloba, Catalpa bungei, arter af poppel, valnød, elm og fyr. Et meget yndet frugttræ er Diospyros kaki. Papirmorbærtræet (Broussonetia papyrifera) findes både dyrket og vildt; ligeledes er det hvide morbærtræ hjemmehørende i denne region, men er udbredt langt længere mod syd. På tørre bakker vokser krat af Lycium sinense, Sisyphus Kæmpferi og andre buske, selv på sletten mellem Peking og kysten findes betydelige udyrkede landstrækninger bevoksede med krat. Skov mangler der imod. Bjerglandet vest for Peking og i de øvrige nordkinesiske provinser er ligeledes fattigt på skov og antager hen imod Mongoliets grænse en steppeagtig karakter. Kun bjergkæderne bærer højere oppe skove, der består af eg, ahorn, røn med underskov af arter af Prunus, Pyrus, Corylus, Deutzia og andre. Højere oppe bliver plantevæksten endnu mere nordisk med birk og lærk, vekslende med krat af hassel, ribs og rhododendron.
2. Den sydkinesiske region udmærker sig ved sine krat af stedsegrønne buske, der indtager arealer, hvor skovene er borthuggede og jorden ikke er opdyrket. I bjerglandet ligger rismarkerne i smalle striber langs floderne. På dalenes lavere skråninger findes uvandede marker, og oven for disse kommer udyrkede, kratbevoksede strækninger. Blandt krattenes buske er særlig familien Ternstroemiaceæ (Camellia, Eurya) karakteristisk. Til den hører også te-busken, der er genstand for en meget udbredt dyrkning. Blandt træerne kan fremhæves kamfertræet (Cinnamomum camphora) og andre lauraceer, arter af Rhus, nåletræer med mere. Af palmer når Trachycarpus excelsa indtil den øvre Hanho-dal. Skove er sjældne, men findes dog på flere højere bjerge, således på Tajyling på grænsen mellem Fukien og Kiangsi.
3. Den tropiske region længst mod syd slutter sig ganske til Bagindien. Landsbyerne ligger i skygge af bambuskrat og plantninger af mango, carica og andre tropiske frugttræer. I vandrige dale i bjergene findes den rigeste vegetation af Apocynaceer, Myrtaceer og Melastomaceer. I bjerglandet i Yunnan og Szetshwan findes naturligvis i de højere dele en til det koldere klima svarende plantevækst. I systematisk henseende slutter særlig Yunnans flora sig til det østlige Himalaya.

## Dyreverden
I henseende til dyreverdenen har Kina ingenlunde noget ensartet præg, idet Sydkina indtil hen imod Jang-tse-kiang sammen med Bagindien danner den bagindiske provins af den orientalske region, mens Nordkina sammen med Manchuriet danner den manchuriske provins af den palæarktiske region.
I de tættere befolkede egne af Kina er dyreverdenen temmelig fattig, idet landets stærke opdyrkning og skovenes ødelæggelse har tilintetgjort levevilkårene for større vilde dyr. Det er kun i afsidesliggende og tyndt befolkede grænsedistrikter, hvor mennesket ikke i så høj grad har formået at omforme naturen, at et rigere dyreliv har kunnet bevares. I provinserne Yunnan og Kwangsi, hvor større skovstrækninger endnu er til stede, færdes tapir, elefant, tiger, brilleslange og andre fra Indien kendte dyr. Tigeren færdes for øvrigt i alle tyndt befolkede egne i Kina, ja endog så langt mod nord som til Amur-dalen. Den palæarktiske fauna har sin rigeste udvikling i det skovrige bjergland i det vestlige Szetshwan og Østtibet. Der lever her 3 abearter, af hvilke den ene (Rhinopethecus roxellanæ) har en tyk pels og færdes i de højtliggende bjergskove, hvor sneen om vinteren tynger på granernes grene. Af rovdyr findes mange arter så som den tibetanske bjørn, Æluropus metanoleucus, flere katte, mårer og desmerdyr (Viverra civetta og Paradoxurus larvatus). De muldvarpe- og spidsmusagtige insektædere optræder i flere ejendommelige slægter (Uropsilus, Nectogale og så videre). Af gnavere findes såvel centralasiatiske steppeformer (Lagomys, Arctomys) som flyveegern af samme slægt (Pteromys) som de indiske drøvtyggere er meget talrige. Yakoksen holdes tam og benyttes som lastdyr. Desuden findes antiloper (Budorcas, Nemorrhoedus), vildfår (Ovis naghor) og flere arter af hjorte, blandt andre Elaphurus davidianus. Moskushjorten er på grund af jagt blevet sjælden. Nordkinas grænseprovinser mod Mongoliet har en mongolsk steppefauna med antiloper og gnavere, desuden findes en frugtædende hund (Nyctereutes procyonoides) og et gnaverpindsvin (Hystrix), ja selv så langt mod nord findes et skældyr (Manis dalmanni) som yderste forpost for de indiske former.
Blandt standfuglene er især hønsefugle talrige, og af disse forekommer fasanerne i flere pragtfulde arter, der i stor udstrækning holdes i fangenskab som prydfugle. En papegøje (Palæornis derbyana) går om sommeren indtil 32° n. br., men mange trækfugle af tropiske slægter trækker i den hede sommer nord på lige til Mongoliet og Sydsibirien.
Krybdyr og padder er lidet talrige. Særlig kan lægges mærke til en alligator (Alligator sinensis) i Jang-tse-kiang og en kæmpesalamander (Sieboldia davidiana), der forekommer i søerne på begge sider af den tibetanske grænse.
40°N 110°Ø / 40°N 110°Ø